# Ley Moret

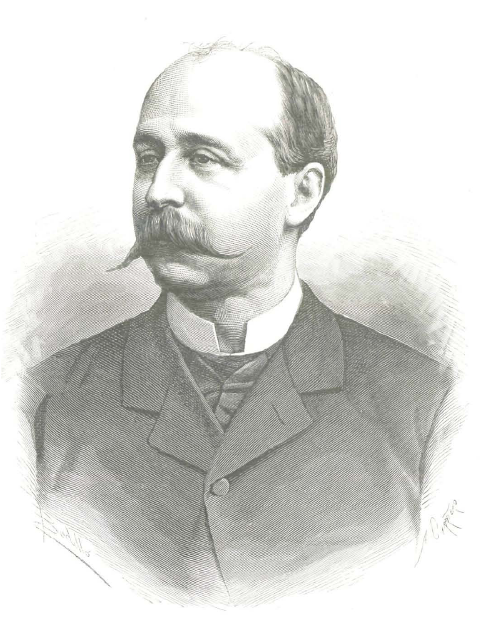
Segismundo Moret en 1881.

La Ley Moret fue promulgada el 4 de julio de 1870, en los inicios del Sexenio Democrático, para los territorios de ultramar de España, Cuba y Puerto Rico, por medio de la cual se implementaba como medida fundamental la libertad de vientres, lo que suponía el primer paso para la definitiva abolición de la esclavitud en España. Recibe su nombre de Segismundo Moret, quien era el ministro de Ultramar en ese momento. 
Según algunos historiadores estadounidenses, la ley se inspiró en las formas de manumisión ocurridas en Estados Unidos, como que, por ejemplo, ciertos esclavos predilectos recibiesen antes la libertad con ciertas condiciones.

## Antecedentes
Al mes siguiente del triunfo de la revolución de septiembre de 1868, que puso fin al reinado de Isabel II, comenzó en el Oriente de Cuba (tras el  Grito de Yara) una insurrección independentista que iba dar lugar a una larga guerra. La Asamblea constituyente de Guáimaro reunida por los insurgentes en julio de 1869 decretó la abolición completa y sin indemnizaciones de la esclavitud, convencidos sus miembros de que «la abolición incondicional de la esclavitud» por parte del gobierno español era «inminente» por lo que decidieron «anticiparse». Tras esta resolución muchos esclavos se unieron a las fuerzas rebeldes.
La respuesta de los hacendados del Occidente de Cuba, donde se concentraban los ingenios azucareros explotados con mano de obra esclava (en aquel momento había en Cuba unos 300 000 esclavos), fue desplegar una intensa campaña de presión ante las autoridades coloniales de la isla y ante el gobierno de Madrid en defensa de la esclavitud, con el Casino Español de La Habana como centro neurálgico de la agitación, y asimismo formar milicias para combatir a los insurrectos. A su vez Estados Unidos presionaba en sentido contrario al gobierno provisional español presidido por el general Prim amenazando con reconocer a los sublevados si no se aprobaba la abolición de la esclavitud.

## El debate y aprobación de la ley
El temor a una intervención estadounidense llevó al general Prim a encargar al ministro de Ultramar Manuel Becerra la preparación de un proyecto de ley de abolición, pero las acciones que desplegó el partido negrero ―promovió una amplia campaña en la prensa, financió a los grupos políticos opuestos a la abolición y formó una amplia red de Centros Hispano-Ultramarinos― consiguieron boicotearlo y Becerra salió del gobierno. Le sustituyó Segismundo Moret, miembro de la Sociedad Abolicionista Española, que elaboró una Ley preparatoria de la abolición de la esclavitud en Cuba y Puerto Rico que fue aprobada por las Cortes el 23 de junio de 1870 tras un agitado debate, durante el cual los diputados contrarios a la ley, entre los que destacaron Francisco Romero Robledo, Ramón Ortiz de Zárate y Antonio Cánovas del Castillo, recurrieron a todo tipo de argucias obstruccionistas, que continuaron después cuando se elaboró el reglamento que desarrollaba la ley.
Romero Robledo llegó a decir que las condiciones de los esclavos en las colonias la «envidian los trabajadores libres» y que abolir la esclavitud «¿no es entregar al puñal del asesino la raza blanca?». Ortiz de Zárate recurrió a argumentos racistas (y cínicos) para defender la esclavitud: «Esa raza negra, que… tiene menos inteligencia… ha recibido en cambio de manos de la Providencia una compensación, que es una vida mucho más larga que la nuestra».

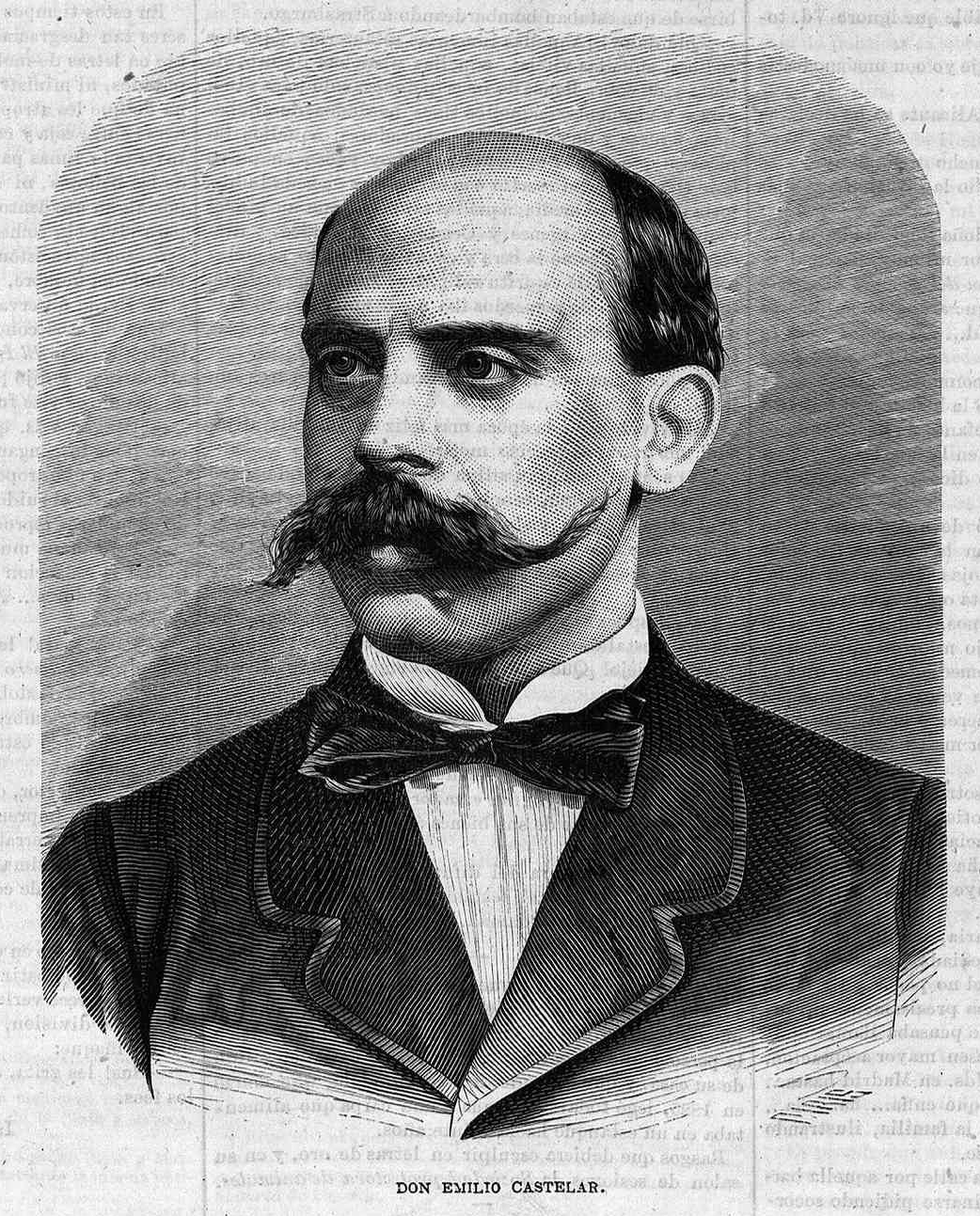
Emilio Castelar (en 1870), miembro de la Sociedad Abolicionista Española, pronunció un resonante discurso en las Cortes en contra de la esclavitud de los negros africanos y en defensa de la Ley Moret.

Les respondió el diputado republicano Emilio Castelar que pronunció «uno de los discursos más célebres y reproducidos por los periódicos de España y América Latina» y que terminaba con la frase: la propiedad «supone cosa apropiada. Probadme que el negro es una cosa». Previamente había leído un anuncio publicado en Cuba ―reproducido por El Abolicionista― que causó una gran conmoción en la Cámara:

Se venden dos yeguas de tiro, dos yeguas del Canadá; dos negras hija y madre; las yeguas juntas o separadas, las negras, la hija y la madre, separadas o juntas

## La ley
La que sería conocida como la Ley Moret, publicada el 4 de julio de 1870, incluía el reconocimiento de vientres libres a partir de la fecha de la aprobación de la ley ―los hijos quedarían bajo la tutela del amo de la madre esclava―; declaraba libres a los nacidos a partir del 17 de septiembre de 1868, la fecha del inicio de la Revolución de 1868, previa indemnización a sus dueños; concedía la libertad a los esclavos mayores de 60 años; ponía fin a la condición de «emancipados» (los esclavos liberados tras ser apresado el barco negrero que los llevaba a Cuba y cuya condición se acabó asemejando a la de un esclavo) que a tantos abusos había dado lugar; declaraba libres a los esclavos que no figuraran en el censo de 1867 (es decir, los que hubieran sido llevados a las Antillas después de esa fecha mediante la trata «ilegal»).
Otras medidas más avanzadas fueron retiradas tras hablar con el español Manuel Calvo, socio de los negreros Antonio López y Julián de Zulueta y representante de los hacendados cubanos, aceptando que la emancipación se llevara a cabo «sin disturbios ni contrariedades». La ley preveía el compromiso del Gobierno de presentar a las Cortes un proyecto de ley de emancipación indemnizada de los esclavos que todavía quedasen tras haberse decretado la libertad de vientres. Asimismo el artículo 3º de la ley otorgaba la libertad a los esclavos que lucharan del lado español en la guerra de Cuba, pero no se cumpliría.

## Consecuencias
Según José Antonio Piqueras, la ley Moret era «poco o nada revolucionaria», pero las consecuencias de la misma «corroían profundamente el sistema: por vez primera había esclavos que dejaban de serlo en número de millares, la esclavitud dejaba de hallar en la procreación un medio de reproducirse, los derechos del dueño de la madre sobre los recién nacidos quedaban mermados y las redes familiares y de padrinazgo externas al ingenio o a la casa urbana del propietario se activaban en defensa de los menores. La extinción de la esclavitud por este medio llevaría varias décadas, pero la reducción progresiva de su número obligaba a prever un sistema de recambio. En 1879 el número de esclavos se había reducido un tercio, a unos 200 000, a consecuencia de la mortalidad, en primer lugar, pero también al cegamiento de la reposición vegetativa y a los restantes efectos de la ley».
En marzo de 1878 el Ministerio de Ultramar pidió un informe al gobernador superior civil de Cuba, el general Jovellar, de los resultados que hasta la fecha hubiera producido la Ley Moret. Aunque existe cierta controversia acerca de la exactitud de las estadísticas de la época, se estimó que 31 071 personas fueron liberadas por aplicación directa de la ley, a los que se sumaron 61 766 bebés que nacieron a partir de su promulgación y otros 10 846 que lograron la libertad por causas ajenas durante el mismo periodo. Es decir, un total de 103 683 personas. No obstante, el grueso poblacional negro (aproximadamente unas 227 000 personas) continuó sumido en la esclavitud.[cita requerida]